# Dicoryphe laurina
Dicoryphe laurina är en trollhasselart som beskrevs av Henri Ernest Baillon. Dicoryphe laurina ingår i släktet Dicoryphe och familjen trollhasselfamiljen. Inga underarter finns listade i Catalogue of Life.